# Hallands Akademi
Hallands Akademi grundades 1998 med syftet att "sprida glans och ljus över den halländska vitterheten, främja halländsk identitet och sammanhållning samt understödja forskning och utveckling i Halland."  Dess motto är: Vilja och vision
Akademin består av 25 ledamöter med länets landshövding som självskriven preses och har viss koppling till länsstyrelsen i Halland. Ledamöterna består till lika delar av representanter för (a) vitterhet, konst och allmän kulturhistoria, (b) samhälle och näringsliv, (c) forskning och utveckling. Utöver dessa finns även senior- och hedersledamöter. 
Akademins högtidsdag är den 29 augusti, vilket är födelsedatum för en av landskapets tidigaste kulturpersonlighet, skalden och historieskrivaren Olof von Dalin (1708-1763), född i Vinbergs socken. 
Akademien utdelar stipendier till personer som: Utvecklat stort konstnärskap inom konst, litteratur, musik eller annan kulturform eller ha gjort uppmärksammade insatser inom forskning/utveckling eller företagsamhet/näringsliv eller i sitt samhällsengagemang varit till stor betydelse i eller för Halland.